# MTV Video Music Awards/Song of Summer
Der MTV Video Music Award for Song of Summer wurde erstmals bei den MTV Video Music Awards 2013 ausgegeben. Es handelt sich dabei um einen Award, der Fanvoting bestimmt wurde, um den „Sommerhit“ des jeweiligen Jahres zu küren.

## Übersicht
| Jahr | Gewinner                                                    | Nominierungen | Ref.          |
| ---- | ----------------------------------------------------------- | --- | ------------- |
| 2013 | One Direction – Best Song Ever                              | - Miley Cyrus – We Can't Stop - Daft Punk (featuring Pharrell Williams) – Get Lucky - Selena Gomez – Come & Get It - Calvin Harris (featuring Ellie Goulding) – I Need Your Love - Robin Thicke (featuring T.I and Pharrell) – Blurred Lines | [ 1 ]         |
| 2014 | —                                                           | — | —             |
| 2015 | 5 Seconds of Summer – She's Kinda Hot                       | - Fetty Wap – My Way - Fifth Harmony – Worth It - Selena Gomez (featuring ASAP Rocky) – Good for You - David Guetta (featuring Nicki Minaj) – Hey Mama - Demi Lovato – Cool for the Summer - Major Lazer – Lean On - OMI – Cheerleader - Silentó – Watch Me (Whip/Nae Nae) - Skrillex and Diplo (featuring Justin Bieber) – Where Are Ü Now - Taylor Swift – Bad Blood - The Weeknd – Can't Feel My Face | [ 2 ]         |
| 2016 | Fifth Harmony (featuring Fetty Wap) – All in My Head (Flex) | - The Chainsmokers (featuring Halsey) – Closer - Drake (featuring WizKid and Kyla) – One Dance - Selena Gomez – Kill Em with Kindness - Calvin Harris (featuring Rihanna) – This Is What You Came For - Nick Jonas (featuring Ty Dolla Sign) – Bacon - Kent Jones – Don't Mind - Major Lazer (featuring Justin Bieber and MØ) – Cold Water - Sia – Cheap Thrills - Justin Timberlake – Can't Stop the Feeling! | [ 3 ]         |
| 2017 | Lil Uzi Vert – XO Tour Llif3                                | - Camila Cabello (featuring Quavo) – OMG - DJ Khaled (featuring Rihanna and Bryson Tiller) – Wild Thoughts - Fifth Harmony (featuring Gucci Mane) – Down - Luis Fonsi and Daddy Yankee (featuring Justin Bieber) – Despacito (Remix) - Demi Lovato – Sorry Not Sorry - Shawn Mendes – There's Nothing Holdin' Me Back - Ed Sheeran – Shape of You | [ 4 ]         |
| 2018 | Cardi B, Bad Bunny and J Balvin – I Like It                 | - DJ Khaled (featuring Justin Bieber, Chance the Rapper and Quavo) – No Brainer - Drake – In My Feelings - Calvin Harris and Dua Lipa – One Kiss - Juice Wrld – Lucid Dreams - Ella Mai – Boo'd Up - Maroon 5 (featuring Cardi B) – Girls Like You - Post Malone – Better Now | [ 5 ]         |
| 2019 | Ariana Grande and Social House – Boyfriend                  | - The Chainsmokers and Bebe Rexha – Call You Mine - Miley Cyrus – Mother's Daughter - DaBaby – Suge - Billie Eilish – Bad Guy - Jonas Brothers – Sucker - Khalid – Talk - Lil Nas X (featuring Billy Ray Cyrus) – Old Town Road - Lil Tecca – Ransom - Lizzo – Truth Hurts - Shawn Mendes and Camila Cabello – Señorita - Post Malone (featuring Young Thug) – Goodbyes - Rosalía and J Balvin (featuring El Guincho) – Con Altura - Ed Sheeran and Justin Bieber – I Don't Care - Taylor Swift – You Need to Calm Down - Young Thug (featuring J. Cole and Travis Scott) – The London                   | [ 6 ]         |
| 2020 | Blackpink – How You Like That                               | - Cardi B (featuring Megan Thee Stallion) – WAP - Miley Cyrus – Midnight Sky - DaBaby (featuring Roddy Rich) – Rockstar - DJ Khaled (featuring Drake) – Popstar - Doja Cat – Say So - Jack Harlow – Whats Poppin - Lil Baby (featuring 42 Dugg) – We Paid - Dua Lipa – Break My Heart - Megan Thee Stallion (featuring Beyoncé) – Savage (Remix) - Pop Smoke (featuring 50 Cent and Roddy Rich) – The Woo - Saint Jhn – Roses - Saweetie – Tap In - Harry Styles – Watermelon Sugar - Taylor Swift – Cardigan - The Weeknd – Blinding Lights                                                             | [ 7 ]         |
| 2021 | BTS – Butter                                                | - Justin Bieber (featuring Daniel Caesar and Giveon) – Peaches - Camila Cabello – Don't Go Yet - DJ Khaled (featuring Lil Baby and Lil Durk) – Every Chance I Get - Doja Cat – Need to Know - Billie Eilish – Happier Than Ever - Giveon – Heartbreak Anniversary - The Kid Laroi with Justin Bieber – Stay - Lil Nas X (featuring Jack Harlow) – Industry Baby - Dua Lipa – Levitating - Lizzo (featuring Cardi B) – Rumors - Megan Thee Stallion – Thot Shit - Shawn Mendes and Tainy – Summer of Love - Normani (featuring Cardi B) – Wild Side - Olivia Rodrigo – Good 4 U - Ed Sheeran – Bad Habits | [ 8 ]         |
| 2022 | Jack Harlow – First Class                                   | - Bad Bunny and Chencho Corleone – Me Porto Bonito - Beyoncé – Break My Soul - Charlie Puth (featuring Jungkook) – Left and Right - Doja Cat – Vegas - Future (featuring Drake and Tems) – Wait for U - Harry Styles – Late Night Talking - Kane Brown – Grand - Latto and Mariah Carey (featuring DJ Khaled) – Big Energy (Remix) - Lizzo – About Damn Time - Marshmello and Khalid – Numb - Nicki Minaj – Super Freaky Girl - Nicky Youre and dazy – Sunroof - Post Malone (featuring Doja Cat) – I Like You (A Happier Song) - Rosalía – Bizcochito - Steve Lacy – Bad Habit                          | [ 9 ] [ 10 ]  |
| 2023 | Jungkook (featuring Latto) – Seven                          | - Beyoncé – Cuff It - Billie Eilish – What Was I Made For? - Doja Cat – Paint the Town Red - Doechii (featuring Kodak Black) – What It Is (Block Boy) - Dua Lipa – Dance the Night - Fifty Fifty – Cupid - Gunna – Fukumean - Nicki Minaj & Ice Spice with Aqua – Barbie World - Olivia Rodrigo – Vampire - SZA – Kill Bill - Taylor Swift (featuring Ice Spice) – Karma - Tomorrow X Together and Jonas Brothers – Do It Like That - Luke Combs – Fast Car - Troye Sivan – Rush - Yng Lvcas & Peso Pluma – La Bebe                                                                                      | [ 11 ] [ 12 ] |